# جاك لازاروس
جاك لازاروس (بالفرنسية: Jacques Lazarus)‏ هو عضو في المقاومة الفرنسية ‏ فرنسي، ولد في 2 سبتمبر 1916 في Payerne ‏ في سويسرا، وتوفي في 8 يناير 2014 في باريس في فرنسا.